# Cartografie van Brussel
De cartografie van Brussel is het opmeten en in kaart brengen van Brussel en haar directe omgeving, sinds 1989 het Brussels Hoofdstedelijk Gewest. 

## Overzicht van historische kaarten
Hieronder worden de voornaamste stadsplannen van Brussel beschreven. Voor zover bekend worden telkens de makers van de kaart opgegeven (cartografen, tekenaars, etsers, drukkers).

### Gielis vander Hecken, 1535
|  |  | Gielis vander Hecken (ontwerper en tekenaar) Labyrinthi, 1535 (Oxford, Bodleian Library, Douce ms. 373) Deze prent getiteld Bruxella komt uit het religieuze boek Labyrinthi, waarin Vander Hecken – een augustijn uit priorij Zevenborren – Neolatijnse gedichten illustreerde met tekeningen van een grote conceptuele rijkdom en complexiteit. Het is de oudste bron waarin Brussel in verband wordt gebracht met het heilige getal zeven. Veertien zevenvouden worden verweven om de stad metaforisch te conceptualiseren: zeven mannenkloosters, versterkingen, kapellen, fonteinen, vrouwenkloosters, straten uitkomend op de Grote Markt, stadspoorten, geslachten, godshuizen, nog poorten, armenhuizen, senatoren, mirakelcultussen en parochiekerken. Later zou Erycius Puteanus dit thema verderzetten. |

### Jacob van Deventer, ca. 1555
|  |  | Jacob van Deventer, pen en aquarel, 81 x 67,6 cm [Atlas des villes des Pays-Bas], ca. 1555 (Brussel, Koninklijke Bibliotheek van België, Kaarten en Plannen, ms. 22.090) Nauwkeurig en systematisch karteerde Jacob van Deventer zeker 226 steden in de Lage Landen. Het deel met Brussel is in Madrid verloren gegaan, maar de minuut is bewaard. De noordwaarts georiënteerde kaart toont op een schaal van ongeveer 1:9000 Brussel in de Zennevallei. Zoals steeds kleurde hij de lager gelegen gronden groen, waardoor rechts ook de Maalbeekvallei met haar aangelegde vijvers mooi uitkomt. Het stratentracé is exact en ook de vrije ruimte binnen huizenblokken wordt weergegeven. De grote gebouwen zijn herkenbaar, alsook de twee stadsomwallingen. |

### Bruxella, urbs aulicorum frequentia, 1572
|  |  | Frans Hogenberg en Joris Bruin, verluchte ets, 33 x 48 cm Brussel, Koninklijke Bibliotheek van België, Kaarten en Plannen, Braun & Hogenberg - III 3.271 Een kaart van Brussel die veel verspreiding en navolging heeft gekend, was deze opgenomen in het derde deel van de atlas van Braun en Hogenberg. De etser bleef anoniem, mogelijk was het Hogenberg zelf. Bij benadering was de stad weergegeven op schaal 1:6700. De te afgeronde vorm (de muren waren eerder dan hartvormig) en de te brede en rechte straten wekken het vermoeden dat cartografische betrouwbaarheid niet vooropstond, maar die indruk bedriegt ook. De architectuur en vorm van belangrijke gebouwen is wel degelijk realistisch, en dat geldt ook voor topografische elementen en patronen. Weliswaar heeft het gebruikte vogelperspectief op dat vlak enige beperkingen. Sommige overdrijvingen lijken tot doel te hebben de handelsfunctie van Brussel te benadrukken: de markten liggen op een prominente as en in de binnenhaven heerst bedrijvigheid. De Willebroekse vaart was kort voordien gegraven en in de binnenstad waren dokken aangelegd. Aan de hand van weergegeven elementen kan de eigenlijke creatie van de kaart worden gesitueerd in de jaren 1569-1570. |

### Bruxella nobilissima Brabantiae civitas, 1640
|  |  | Martin de Tailly (cartograaf), Nicolaas van der Horst (tekenaar) en Abraham Dircksz van Santvoort (tekenaar en etser) Kopergravure (15 bladen), 146,2 x 185,2 cm (plattegrond 84 x 114 cm) Brussel, KBR, Prentenkabinet Deze gedrukte kaart is uitzonderlijk door haar omvang en precisie. Centraal staat een naar het zuidoosten georiënteerde plattegrond in vogelperspectief. Dankzij de grote schaal (ca. 1:3000) kunnen gebouwen met veel detail worden weergegeven. Brussel verschijnt als een levende stad waar allerlei activiteiten aan de gang zijn. Ook zien we schepen, ruiters en dieren. Tegen de stadsmuren zijn ravelijnen verschenen. De drie cartouches in de plattegrond bevatten de wapens van de geslachten, de processie bij de Sint-Goedele en de opdracht. Er is ook een Latijnse legende. Bovenaan het document is er een stadspanorama en aan de zijkanten is een Latijns-Franse tekst afgedrukt. In de hoeken zijn vier beroemde gebouwen weergegeven. De kaart was opgedragen aan koning Filips IV van Spanje (wiens portret in het panorama prijkt) en kreeg in 1748 een bijgewerkte editie. Van de eerste editie zijn slechts twee exemplaren bekend. |

### Plan de la ville de Brusselles, 1711
|  |  | Jacob Gerard Harrewijn (etser) en Eugène-Henri Fricx (uitgever) Plan de la Ville de Bruxelles, in: Table des cartes des Pays Bas et des frontières de France, 1712 (Brussel, KBR, Kaarten en Plannen, VH 25.847D, fol. 64v-65r) Ets, 50,2 x 59,6 cm Dit plan – met de bovenkant naar het oosten – dateert van zestien jaar na het bombardement van 1695. Het getroffen centrum is met een stippellijntje omcirkeld. De vierduizend verwoeste gebouwen zijn grotendeels heropgebouwd, maar het verlies van kunstwerken en archieven was definitief. Opvallend is de rode inkleuring van het gebied binnen de stadmuren, wat een enigszins verkeerde indruk van complete verstedelijking wekt: vooral tussen het centrum en de stadsmuren was nog veel open ruimte. |

### Plan géométrique de la ville de Bruxelles, 1836
|  |  | W.B. Craan (cartograaf), Philippe Vandermaelen (editor) Brussel, Archief van de Stad Brussel, Plannen en Kaarten, nr. 67 Lithografie (vier bladen), 122 x 162,6 cm In 1821 werd een eerste perceelplan opgenomen van Brussel. Dit resulteerde in 51 kaartbladen op een gemiddelde schaal 1:500, maar het project was heterogeen en werd niet voltooid. W.B. Craan maakte datzelfde jaar ook opmetingen. In september 1836 verscheen zijn Plan géométrique de la ville de Bruxelles in steendruk door toedoen van Vandermaelen, zij het op kleiner formaat dan het vorige project. Het westnoordwest georiënteerde plan vatte Brussel vlak vóór de ingrijpende transformaties van de tweede helft van de 19e eeuw. Er hadden punctuele vernieuwingen plaatsgevonden en de stadswallen waren vervangen door een octrooimuur, maar aan het middeleeuwse stratenpatroon was maar weinig geraakt. Geplande werken werden uitgevoerd in stippellijntjes. Het Groendreefstation was aangegeven, al had het nog geen naam. Het plan laat toe toe te concluderen dat een derde van Brussel – ringlanen inbegrepen – toen bebouwd was. De explosieve fase van de verdichting en uitbreiding zou weldra van start gaan. Het begin daarvan werd gecapteerd in verschillende herwerkte edities die tot 1848 verschenen op gereduceerd formaat (schaal 1:2500) en zonder perceelgrenzen. |

## Voetnoten
1. ↑  Claire Lemaire m.m.v. Marguerite Debae, "Le plan de Bruxelles de Gilles van der Hecken (1535)" in: Bruxelles et la vie urbaine. Archives – Art – Histoire. Recueil d'articles dédiés à la mémoire d'Arlette Smolar-Meynart (1938-2000), eds. Frank Daelemans en André Vanrie, 2001, vol. I, p. 227-241
2. ↑  Chloé Deligne en Claire Billen, "Dévotion et politique", Le 'plan' de Bruxelles dessiné par Gilles Van der Hecken (ca. 1535)" in: Noordbrabants historisch jaarboek, 2022, p. 95-110
3. ↑  Lisette Danckaert, in: Véronique Van de Kerckhof e.a. (red.), Met passer en penseel. Brussel en het oude hertogdom Brabant in beeld, 2000, p. 227-228
4. ↑  Bram Vannieuwenhuyze, "The 'Digital Thematic Deconstruction' of early modern urban maps and bird’s-eye views" in: e-Perimetron, 2013, nr. 4, 2013, p. 168
5. ↑  Lisette Danckaert, in: Véronique Van de Kerckhof e.a. (red.), Met passer en penseel. Brussel en het oude hertogdom Brabant in beeld, 2000, p. 228-229
6. ↑  Michèle Galand, "1695 – Het bombardement van Brussel" in: De geschiedenis van België in 100 oude kaarten, eds. Philippe De Maeyer, Michèle Galand, Bram Vannieuwenhuyze en Guy Vanthemsche, 2021, p. 150-153. ISBN 9401476128
7. ↑  Danckaert 1989, p. 80
8. ↑  Bram Vannieuwenhuyze, Brussel, de ontwikkeling van een middeleeuwse stedelijke ruimte, doctoraal proefschrift, Universiteit Gent, 2008, p. 49. Gearchiveerd op 28 augustus 2021.